# Чуга (Архангельская область)
Чуга — опустевшая деревня в Холмогорском районе Архангельской области.

## География
Находится в южной части Архангельской области на расстоянии приблизительно 50 км на восток по прямой от административного центра района села Холмогоры на левобережье Пинеги в низовьях речки Чуга.

## История
Была показана еще на карте Шуберта (1826—1840 годы). До 2015 года входила в Леуновское сельское поселение, с 2015 по 2022 года в Белогорское сельское поселение до его упразднения.

## Население
Численность населения не была учтена как в 2002 году, так и в 2010.